# Pacific Rim (geografie)

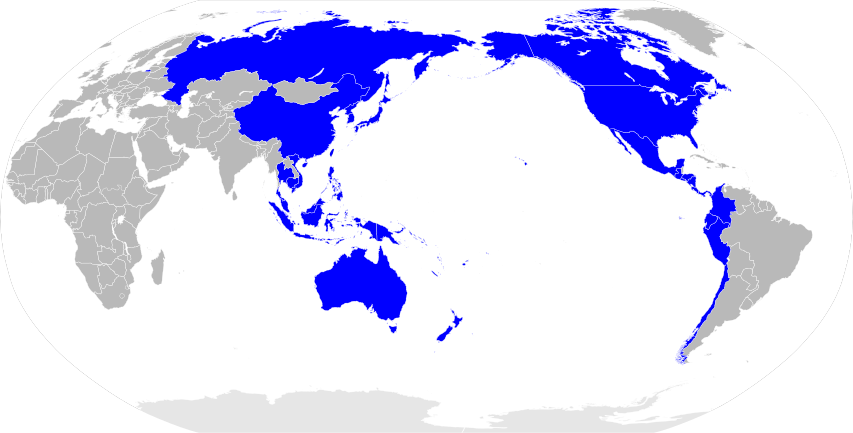
Landen behorend tot de Pacific Rim.

De Pacific Rim is een Engelse geografische term die verwijst naar de groep van landen en steden die zich bevinden rondom de Grote Oceaan. Letterlijk vertaald betekent Pacific Rim Pacifische Rand. Een groot aantal belangrijke economische en culturele steden liggen gesitueerd in de Pacific Rim: Auckland, Busan, Brisbane, Ho Chi Minhstad, Hongkong, Lima, Los Angeles, Manilla, Melbourne, Panama-Stad, Portland, San Diego, San Francisco, Santiago, Seattle, Seoel, Shanghai, Singapore, Sydney, Taipei, Tokio, Vancouver en Yokohama.

## Landen behorend tot de Pacific Rim
- Oost-Azië
  -  Rusland[1]
  -  Japan
  -  Noord-Korea
  -  Zuid-Korea
  -  China
    -  Hongkong
    -  Macau

  -  Taiwan
- Zuidoost-Azië
  -  Vietnam
  -  Cambodja
  -  Thailand
  -  Maleisië
  -  Singapore
  -  Brunei
  -  Indonesië
  -  Filipijnen
  -  Oost-Timor

- Oceanië (Soevereine staten)
  -  Australië
  -  Palau
  -  Micronesië
  -  Papoea-Nieuw-Guinea
  -  Salomonseilanden
  -  Nauru
  -  Marshalleilanden
  -  Vanuatu
  -  Nieuw-Zeeland
  -  Tuvalu
  -  Fiji
  -  Kiribati
  -  Tonga
  -  Samoa
  -  Niue
  -  Cookeilanden

- Oceanië (Afhankelijke gebieden)
  - Bestuurlijke indeling van Australië
    -  Norfolk

  - Koninkrijk van Nieuw-Zeeland
    -  Tokelau

  - Franse overzeese gebieden
    -  Nieuw-Caledonië
    -  Wallis en Futuna
    -  Frans-Polynesië

  - Britse overzeese gebieden
    -  Pitcairneilanden

  - Eilandgebied (Verenigde Staten)
    -  Noordelijke Marianen
    -  Guam
    -  Amerikaans-Samoa

  -  Verenigde Staten
    - Hawaï

  -  Chili
    - Paaseiland

- Noord-Amerika
  -  Canada
  -  Verenigde Staten
  -  Mexico
- Midden-Amerika
  -  Guatemala
  -  El Salvador
  -  Honduras
  -  Nicaragua
  -  Costa Rica
  -  Panama
- Zuid-Amerika
  -  Colombia
  -  Ecuador
  -  Peru
  -  Chili

## Handel
De Stille Oceaan heeft veel internationale scheepvaart, wat verklaart waarom het de thuisbasis is van 29 van de 50 drukste containerhavens ter wereld:
- Zuid-Korea
  - Busan (5e)
- Japan
  - Yokohama (36ste)
  - Tokio (25ste)
  - Nagoya (47ste)
  - Kobe (49ste)
- Taiwan
  - Kaohsiung (12de)
- Hongkong
  - Hongkong (3e)

- China
  - Shanghai (1e)
  - Shenzhen (4e)
  - Ningbo (6e)
  - Guangzhou (7e)
  - Qingdao (8e)
  - Tianjin (10de)
  - Xiamen (19de)
  - Dalian (21ste)
  - Lianyungang (30ste)
  - Yingkou (34ste)

- Filipijnen
  - Manilla (37ste)
- Vietnam
  - Saigon (28ste)
- Thailand
  - Laem Chabang (22ste)
- Maleisië
  - Haven van Klang (13ste)
  - Tanjung Pelepas (16ste)
- Singapore
  - Singapore (2e)

- Indonesië
  - Jakarta (24ste)
  - Surabaya (38ste)
- Canada
  - Vancouver (50ste)
- Verenigde Staten
  - Los Angeles (17de)
  - Long Beach (18de)
  - Seattle/Tacoma (48ste)
- Panama
  - Balboa (43ste)